# Comunitat de Treball dels Pirineus
La Comunitat de Treball dels Pirineus (CTP) és un organisme públic i interregional de cooperació transfronterera integrat per:
- les regions franceses d'Occitània i Nova Aquitània

- les Comunitats Autònomes espanyoles de Catalunya, Aragó, Navarra i Euskadi

- i el Principat d'Andorra.

Té la seu a Jaca. Des del 2005 funciona sota la forma jurídica d'un consorci regit pel dret públic espanyol. I té per objectiu promoure el desenvolupament del territori pirinenc mitjançant la cooperació de les diferents administracions, organismes i agents locals.

## Els 5 idiomes oficials
Segons l'art.20.6 dels seus Estatuts, els idiomes oficials de la CTP són l'euskera, el català, l'occità, el castellà i el francès. Els documents i els esdeveniments institucionals es tradueixen i s'interpreten com a mínim en aquests 5 idiomes.
Aquest és el nom de la Comunitat en els diferents idiomes oficials:
- Communauté de Travail des Pyrénées
- Comunidad de Trabajo de los Pirineos
- Comunautat de Trabalh dels Pirinèus
- Comunitat de Treball dels Pirineus
- Pirinioetako Lan Elkartea

## Les dades clau
| Total població                 | 23.492.434                                                             |
| Superfície                     | 254.776                                                                |
| Quilòmetres de frontera        | 656 km                                                                 |
| Llengües parlades al territori | Basc, occità, castellà, francès, català, aragonès i peitoví-saintongès |
| Presidència 2019-2021          | Catalunya: MH Sr. Quim Torra i Pla                                     |

## La història
La història de la Comunitat de Treball dels Pirineus es pot resumir en 8 dates:
| 1980 | El 21/5/1980, els seus estats-membre del Consell d'Europa signen a Madrid el Conveni-marc europeu sobre cooperació transfronterera entre comunitats o autoritats territorials. Tot i que Espanya no el ratificarà fins al 10/7/1990, aquest Conveni internacional serà la base que donarà cobertura al naixement de la CTP tres anys més tard. |
| 1983 | Neix la CTP amb la signatura a Bordeus, el 15/4/1983, del Protocol d'acord constitutiu de la Comunitat de Treball dels Pirineus (CTP). |
| 1993 | Es crea una Associació per a la CTP. |
| 1995 | Tractat de Baiona sobre cooperació transfronterera entre entitats territorials firmat el 10/3/1995 entre Espanya i França. Aquest Tractat dona un impuls a la cooperació transfronterera i la dota d'un marc legal adequat. És sota aquest marc que s'encaixa l'actual CTP.                                                                    |
| 2005 | Es crea el Consorci de la CTP: el 17/3/2005 se signa el seu Conveni constitutiu. |
| 2010 | El 16/2/2010 Andorra s'incorpora al Tractat de Baiona, amb la signatura del Protocol d'esmena i adhesió corresponent. |
| 2017 | El 9/5/2017 un acord del govern d'Aragó adscriu a tots els efectes el Consorci de la CTP al seu departament de Presidència. |
| 2018 | El 13/11/2018 se signen a Saragossa els Estatuts actuals de la CTP. |

## El règim jurídic
Segons l'art.3 dels seus Estatuts, el Consorci de la CTP es regeix pel dret públic espanyol i pels seus Estatuts, d'acord amb el que s'estableix al Tractat de Baiona i al Protocol d'esmena i adhesió d'Andorra.
Per a l'exercici de les seves funcions, el Consorci pot col·laborar amb altres entitats públiques o privades des 3 estats mitjançant els corresponents convenis o contractes segons el cas. A causa de l'especificitat de la seva situació geogràfica i política –un territori construït al voltant del Massís dels Pirineus, entre dos mars (Atlàntic i Mediterrani) i a cavall de tres Estats– la CTP ha de considerar diferents legislacions i treballar amb una multiplicitat d'entitats (Estats, entitats locals franceses i comunitats autònomes espanyoles, organismes públics diversos, i agents privats locals).
La seu històrica de la CTP era a la Torre del Rellotge de Jaca (Osca), inaugurada el 1987. Però la seu administrativa de la CTP es troba a l'edifici de l'Institut Pirinenc d'Ecologia (IPE), al número 8 de l'Avenida Nuestra Señora de la Victoria de Jaca (Osca).

## Els òrgans de funcionament
Segons l'article 5 i següents dels seus Estatuts, la CTP té 5 òrgans per al seu funcionament:

### La Presidència
La Presidència de la Comunitat de Treball dels Pirineus és un càrrec rotatori que canvia cada dos anys.
L'ordre de rotació és el següent:
- Nova Aquitània
- Aragó
- Catalunya
- Euskadi
- Occitània
- Navarra
- Andorra

El President o Presidenta representa la CTP i convoca i presideix el Ple, que es reuneix un cop l'any.

### La Secretaria General
Depèn de la Presidència i té com a tasca l'organització de les reunions del Comitè Executiu i el seguiment de les accions empreses per la CTP i de la seva situació financera. Està formada per un/a secretari/ària general, nomenat/ada per la Presidència, després de rebre l'aprovació de la resta d'integrants de la CTP.

### El Comitè Executiu
És l'òrgan de decisió de la CTP i està format per un representant titular i un suplent de cada territori.
Coordina i s'encarrega d'implantar el programa d'accions de la presidència. Es reuneix com a mínim 2 vegades l'any.

### La Direcció
Persona designada pel Comitè Executiu i encarregada d'assegurar el dia a dia de les tasques que aquest li encomani.

### El Ple (o Consell Plenari)
El Ple és la reunió dels presidents i les presidentes dels membres de la CTP, la qual s'ha de fer com a mínim un cop l'any. Al Plenari s'acorden les orientacions estratègiques i polítiques del Consorci de la CTP, basades en les propostes realitzades pel Comitè Executiu. Aquestes orientacions es recullen cada any en un document anomenat «Declaració comuna de presidents/es» que se signa al Plenari.
Al novembre de 2019 es va celebrar el XXXVII Plenari de la CTP en el qual el president del Govern d'Aragó va passar el relleu de la Presidència del Consorci a la Generalitat de Catalunya.
En ocasió de cada Plenari, es fa pública la Declaració Comú dels presidents i les presidentes.

## Les seves accions
La CTP treballa principalment amb dos instruments: el POCTEFA i l'EPi:

### El programa POCTEFA
Aquestes sigles són l'acrònim del Programa Interreg Espanya-França-Andorra, que es renova cada 6 anys, i del qual la CTP n'és l'autoritat de gestió.
El POCTEFA V va ser el programa vigent en el període 2014-2020 (dotat amb 189 milions d'euros), i el POCTEFA VI abarcarà el període 2021-2027. Es tracta d'un programa creat i finançat per la Unió Europea per tal de cofinançar projectes de cooperació fronterera entre actors dels tres estats i afavorir així el desenvolupament i integració de la zona.
Al llarg del Programa POCTEFA 2007-2013 2013 va ser dotat amb 168 milions d'euros provinents del fons FEDER i es van programar 152 projectes, amb un nivell d'execució del 99 %, la qual cosa significa que la gestió dels fons europeus per part del programa és eficient i exemplar.

### L'Estratègia Pirinenca (EPi)
Des del 2016 la CTP va començar a treballar en l'Estratègia Pirinenca, ja que volia respondre a reptes de desenvolupament dels territoris pirinencs més enllà del POCTEFA. El document amb el contingut de l'Estratègia Pirinenca (EPi) es va signar el novembre del 2018. Actualment és el pla d'acció de la Comunitat de Treball dels Pirineus en el qual s'estableixen les prioritats per al desenvolupament del territori pirinenc i les accions per millorar la vida dels seus habitants des del 2018 i fins al 2024. L'Estratègia Pirinenca pretén així de convertir la CTP en el referent de cohesió econòmica, social i territorial dels Pirineus, així com en la defensora dels interessos pirinencs davant de les institucions de la Unió Europea. I es planteja obtenir noves fonts de finançament.
Entre els seus objectius destaquen els següents:
- Desenvolupar l'Observatori Pirinenc de Canvi Climàtic (OPCC) com a eina per a la prevenció de riscos i per a la conservació i desenvolupament respectuós de l'entorn (mètodes agrícoles, gestió de boscos, bones pràctiques turístiques...).
- Crear la Unitat de Desenvolupament i Dinamització (OD2) amb la finalitat de potenciar l'economia circular, la innovació, la diversitat, la inclusió, i la identificació de noves fonts d'ocupació.
- Crear un Grup de Treball d'infraestructures, transport i comunicacions (incloses les connexions digitals i energètiques, així com l'accessibilitat a les infrastructures sanitàries i de protecció civil).
- Constituir la CTP com a lobby dels interessos pirinencs, procurant de buscar sempre la coordinació i col·laboració amb els altres agents presents al territori. La CTP constata es mou en una “macroregió pirinenca” on també hi ha altres entitats que treballen per al desenvolupament tranfronterer i que cal buscar amb elles la integració de les diferents escales on actua cadascuna (les dues Euroregions, les diverses AECR, etc.).

Per a aconseguir aquests objectius, l'EPi ha redefinit el “perímetre d'acció”, que ha passat d'una delimitació inicial de “zona de massís” (incloent només la zona d'alta muntanya) a un perímetre més ampli que inclou el piemont pirinenc: incloent també la província de Terol i el departament de l'Aude i excloent-ne la comunitat autònoma de La Rioja. Això permet programes transfronterers amb una visió més àmplia i integral, sobretot en l'ordenació del territori i en la implicació de les metròpolis regionals.
L'EPi també reivindica el principi participatiu i de compromís amb els actors del territori: administracions locals i agents socioeconòmics locals. Així com l'assessorament d'universitats i centres de recerca.